# Giovanni III di Grailly
Giovanni III di Grailly (in francese Jean III de Grailly, in guascone Johan III de Grailly) (1330 – Parigi, 7 settembre 1376) è stato un condottiero francese del Ducato di Guascogna, che combatté il regno di Francia come alleato del re d'Inghilterra.
Era figlio di Giovanni II di Grailly, primo Captal de Buch del casato dei Grailly, e di Bianca di Foix.
Il cronista Jean Froissart, lo celebra come un esempio di virtù cavalleresche.

## Biografia

Blasone di Giovanni III di Grailly

Com'era stato per i suoi antenati, egli fu fedele ai re d'Inghilterra, duchi di Aquitania, nelle loro lotte contro i re di Francia.
Captal de Buch (cioè "signore principale") della famiglia di Bordeaux, dalla quale egli discendeva per parte della nonna Assalhide di Bordeaux, era anche signore di Puy-Paulin in piena Bordeaux.
Alla morte del nonno, Pietro II di Grailly († 1357), gli succedette come visconte di Bénauges (regione di Cadillac, Gironda) e di Castillon, diventando così il signore più importante dell'Aquitania anglo-guascone.

Il fatto che il nonno fosse deceduto ben dopo il padre e dopo la battaglia di Poitiers del 1356, spiega il motivo per cui Giovanni III di Grailly era conosciuto solo con il nome di "Captal de Buch", il solo titolo importante che possedeva fino al 1357.
Quando nel 1348 Edoardo III istituì l'Ordine della Giarrettiera, egli fu il primo ad esserne decorato. Tuttavia lo stallo del captal de Buch nella cappella di San Giorgio di Windsor ed i primi statuti dell'Ordine che sono rimasti (datati tutti all'inizio del XV secolo) portano il nome di "Pierre, captal de Buch", il che può far supporre che il nonno Pietro di Grailly fosse stato insignito Cavaliere dell'Ordine prima di Giovanni III, ma si tratta di un errore e fu Giovanni III il primo della famiglia ad esserne insignito.
Il 27 novembre 1350 egli sposò, nel castello di Cazeneuve, Rosa d'Albret.
Un Jean Ier de Grailly, siniscalco di Edoardo I d'Inghilterra, è citato come acquirente nel 1290, del castello di Roquefère nell'Agenais, ove nel 1305 soggiornò Bertrand de Got, futuro papa Clemente V. Legato da amicizia con John Chandos, connestabile d'Aquitania e di Guienna per Edoardo III d'Inghilterra, Grailly gli cedette questa signoria «…per poterne godere tutta la vita», punto di partenza di un processo interminabile.
Giovanni III entrò nella Storia allorché nel 1355 si recò in Inghilterra, alla testa di una delegazione di nobili guasconi, per chiedere l'aiuto inglese contro i francesi e che il principe di Galles Edoardo di Woodstock (detto nel XVI secolo "il Principe Nero", fosse messo a capo della spedizione di soccorso militare.
L'armata di Edoardo giunse a Bordeaux in settembre 1355 e insieme al captal effettuò due spedizioni contro il regno di Francia, la seconda delle quali finì vittoriosamente con la battaglia di Poitiers del 1356.
Tutti i cronisti sottolineano il primato del ruolo del captal in questa battaglia. Con un reparto di cavalieri guasconi, egli compì un movimento aggirante che prese alle spalle l'armata del re francese Giovanni il Buono, il che consentì la vittoria degli anglo-guasconi.
La celebrità del captal de Buch  lo portò al culmine della fama in Europa occidentale e lo mise alla pari di quelle del suo collega John Chandos e del suo avversario Bertrand du Guesclin. Egli è uno degli eroi cavallereschi delle Chroniques di Froissart.
Nel 1357-1358 partecipò, a fianco del cugino germano Gastone III Febo, conte di Foix e visconte di Béarn, alla crociata annuale dei cavalieri teutonici contro i pagani delle zone del Baltico. Al loro ritorno in Occidente nel 1358, essi repressero una parte della Jacquerie, che stava assediando la città di Meaux, quando, dall'altra riva della Marna, nel quartiere del mercato, si trovava Giovanna di Borbone, moglie del Delfino di Francia (il futuro re Carlo V di Francia), insieme a 300 dame.
Anche dopo il trattato di Brétigny del 1360, che sanciva la pace (per nove anni) fra il re d'Inghilterra Edoardo III ed il re di Francia Giovanni il Buono, il captal riprese nuovamente a combattere.
Egli si alleò con il re di Navarra Carlo II (detto dal XVI secolo "il Malvagio") e difese i propri possedimenti in Normandia nella battaglia di Cocherel (6 maggio 1364), nella quale venne però sconfitto e fatto prigioniero dai francesi di Bertrando del Guesclin, appoggiato da qualche nobile guascone rimasto privo d'impiego dopo la pace.
Dopo aver promesso al re di Francia Carlo V di operare come intermediario fra lui ed il re d'Inghilterra in vista della corretta applicazione del trattato di pace, Carlo V gli rese la libertà e per portarlo dalla sua, gli donò la signoria di Nemours, ottenendo così il suo omaggio.
Ma il Principe Nero, Edoardo di Woodstock, divenuto dal 1362 principe d'Aquitania, lo rimproverò per aver accettato questo omaggio e il captal restituì allora Nemours al re di Francia.
Partecipò quindi alla spedizione in Castiglia dello stesso Edoardo, che, dopo la vittoriosa battaglia di Nájera del 3 aprile 1367, combattuta contro Enrico II di Castiglia e Bertrand du Guesclin, rimpiazzò provvisoriamente sul trono castigliano Pietro I di Castiglia.
A seguito dell'appello del conte d'Armagnac, Giovanni I contro l'imposta di focatico decisa da Edoardo di Woodstock nel 1368, riprese la guerra contro la Francia. Il captal combatté con tutte le sue forze a fianco del partito "inglese", ricevendo in dono dal Principe Nero la contea di Bigorre (27 giugno 1369), che l'Armagnac si era fatto donare dal re di Francia.
Alla morte di John Chandos (2 gennaio 1370), il captal ne prese il posto come Connestabile di Aquitania, ma il 23 agosto 1372, a Soubise, egli cadde nuovamente prigioniero dei francesi, che lo rinchiusero nella Torre del Tempio a Parigi, ove morì il 7 settembre 1376.
Non è certo che la sua salma sia stata inumata a Parigi, come afferma il Froissart, od a Bordeaux, nella chiesa dei francescani (quartiere di San Michele), com'egli aveva chiesto nel suo testamento, redatto sette anni prima.

## Discendenza
Giovanni III di Grailly non ebbe figli dalla consorte Rosa d'Albret e lasciò tutti i suoi beni e possedimenti, incluso il titolo di Captal de Buch, allo zio Arcibaldo di Gailly, che gli succedette senza opposizioni da parte di alcuno.
Tuttavia il captal aveva avuto un figlio illegittimo, chiamato come lui Giovanni di Grailly, che probabilmente non era ancora nato alla data del solo testamento di Giovanni III pervenutoci (datato 16 marzo 1369), poiché egli non vi è citato. Come il padre, venne anche lui imprigionato, il che fa presumere che non possa essere nato che fra il 1369 e il 1372.
Giovanni figlio è citato nel 1394 come giovane capitano di Bouteville (tra Cognac e Angoulême), una proprietà dello zio Arcibaldo.
Froissart l'incontrò durante un viaggio a Londra (1394), quando i guasconi si erano opposti al dono del ducato di Aquitania a Giovanni Plantageneto, I duca di Lancaster, fratello del Principe Nero e zio del re d'Inghilterra Riccardo II.
Jovanni di Grailly partecipò alla difesa di Blaye, assediata nel 1406 da un'armata francese comandata da Luigi di Valois-Orléans.